# Stanisław Wrembel
Stanisław Wrembel (ur. 30 marca 1897 w Międzychodzie, zm. 27 września 1970 w Poznaniu) – chorąży pilot Wojska Polskiego, uczestnik I wojny światowej, powstania wielkopolskiego, wojny polsko–bolszewickiej oraz II wojny światowej, kawaler Orderu Virtuti Militari.

## Życiorys
Urodził się w Międzychodzie nad Wartą, w rodzinie Jana i Józefy z Kasprowiaków. W czerwcu 1916 r. został powołany do odbycia służby w armii niemieckiej. Otrzymał przydział do Flieger Ersatrz Abteilung 4 w Poznaniu, następnie trafił na szkolenie pilotażowe, które ukończył w 1917. Kolejnym jego przydziałem była szkoła obserwatorów. W trakcie służby działał w POW, z armii cesarskiej zdezerterował 15 października 1918 r. Wziął udział w powstaniu wielkopolskim, na samolotach zdobytych w Stacji Ławica atakował oddziały Grenzschutzu.
Po odzyskaniu niepodległości przez Polskę zgłosił się do służby w odrodzonym Wojsku Polskim. Otrzymał przydział do 3 Wielkopolskiej eskadry lotniczej (3 Wel). W jej składzie wyruszył na Front Wielkopolski w rejon Jarocina, gdzie wykonywał loty rozpoznawcze oraz propagandowe. W czerwcu 1919 roku, w załodze z sierż. Marianem Skorzyńskim, został zestrzelony ale uniknął niewoli i powrócił do macierzystej jednostki.

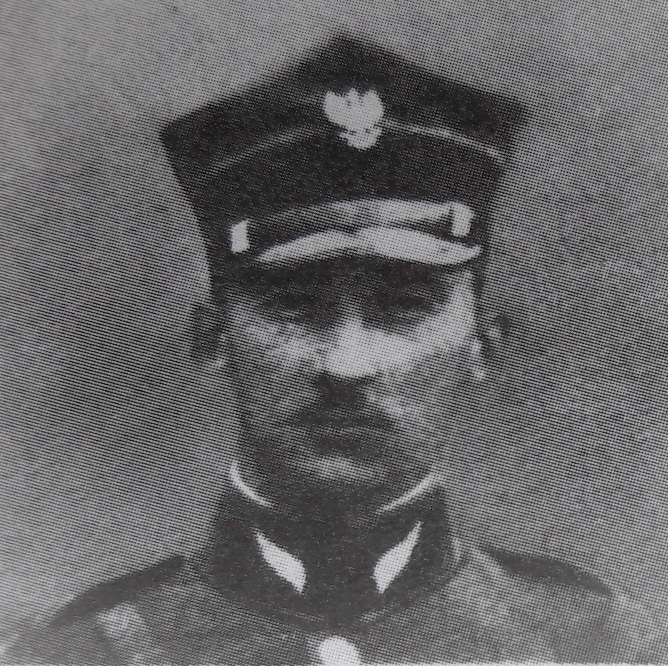
Stanisław Wrembel sierż. pilot (1920)

5 lipca 1919 roku, jako pilot 3 wel, wyruszył na front wojny polsko–bolszewickiej. Odbywał loty bojowe na Froncie Ukraińskim oraz Litewsko–Białoruskim. W dniach 21-24 marca 1920 roku wykonywał loty rozpoznawcze dla 2 Dywizji Piechoty Legionów, w kierunku na Połock, Witebsk i Orszę. 13 kwietnia, w załodze z plut. pil. Władysławem Bartkowiakiem startował na przechwycenie nieprzyjacielskiego samolotu w okolicach Borysowa. Przeprowadzili też rozpoznanie ruchu na liniach kolejowych oraz wykonali zdjęcia dworca kolejowego w Krupkach i namiotu na balon obserwacyjny w pobliżu tej stacji. 14 kwietnia, w załodze z obs. Mieczysławem Konarskim, wykrył wzmożony ruch na stacji kolejowej Sławnoje oraz nieprzyjacielski balon obserwacyjny w pobliżu tej stacji. Od połowy kwietnia został wycofany z latania bojowego z powodu choroby.
Wykonywał również loty szturmowe, podczas których z niskiego pułapu atakował oddziały Armii Czerwonej. Latał przy niekorzystnych warunkach atmosferycznych i na samolotach nie w pełni sprawnych. Łącznie wykonał 17 lotów bojowych w łącznym czasie 27 godzin.
Po zakończeniu działań wojennych pozostał w Wojsku Polskim, otrzymał przydział do 3 pułku lotniczego. W 1921 posiadał stopień podchorążego, a w 1928 – starszego sierżanta. 26 stycznia 1922 minister spraw wojskowych przyznał mu tytuł i odznakę pilota na czas służby w Wojskach Lotniczych.
W sierpniu 1923 roku, w konkursie lotniczym zorganizowanym przez Aeroklub Poznański, zdobył nagrodę za celność bombardowania. W czerwcu 1925 roku, podczas II Wszechpolskiego Konkursu Szybowców w Gdyni, pilotował szybowiec Miś. Pilotowany przez niego szybowiec otrzymał trzy pierwsze nagrody: za najdłuższy czas lotu (65 sekund), za ogólną ilość i czas lotów (26 lotów trwających 15 minut i 55 sekund) oraz za najdłuższy czas lotu przy najsłabszym wietrze (22 sekundy). Stanisław Wrembel otrzymał w nagrodę 2000 złotych, puchar Polskiego Automobilklubu i motocykl.
Jako weteran wojny polsko-bolszewickiej i wieku był uważany za reprezentanta kadry podoficerskiej 3 pułku. Powierzano mu honorowe funkcje, np. w styczniu 1937 roku przewodził komitetowi organizacyjnemu pułkowego balu.
Krótko przed wybuchem II wojny światowej został emerytowany ze służby wojskowej. 1 września 1939 r. zgłosił się ochotniczo i otrzymał przydział do 3 Bazy Lotniczej, w składzie której odbył kampanię wrześniową. W czasie okupacji ukrywał się na terenie Generalnego Gubernatorstwa, w Dęblinie nawiązał kontakt z Armią Krajową. Po zakończeniu działań wojennych rozpoczął pracę z Aeroklubem Poznańskim, został jego wiceprezesem. Był jednym ze współzałożycieli Koła Seniorów przy Aeroklubie Poznańskim, został też członkiem PZPR. 1 lipca 1962 r. przeszedł na emeryturę. 
Zmarł 27 września 1970. Został pochowany na cmentarzu Górczyńskim w Poznaniu (kwatera Va, rząd 1, miejsce 32).

## Ordery i odznaczenia
Za swą służbę otrzymał odznaczenia:
- Krzyż Srebrny Orderu Wojskowego Virtuti Militari nr 8106 – 27 lipca 1922[16],
- Krzyż Walecznych po raz pierwszy – 23 listopada 1921[26],
- Medal Pamiątkowy Za Wojnę 1918–1921[27]
- Polowa Odznaka Pilota nr 72 – 11 listopada 1928 roku „za loty bojowe nad nieprzyjacielem w czasie wojny 1918–1920”[18],
- Brązowy Krzyż Zasługi[3],
- Wielkopolski Krzyż Powstańczy – 6 grudnia 1957[28] ,
- Śląski Krzyż Powstańczy[3].